# Nereis delli
Nereis delli är en ringmaskart som beskrevs av Knox 1960. Nereis delli ingår i släktet Nereis och familjen Nereididae.
Artens utbredningsområde är havet kring Nya Zeeland. Inga underarter finns listade i Catalogue of Life.